# Шаимов, Хаким
Хаким Шаимов (род. 17 января 1972) — советский и таджикистанский футболист, защитник.

## Биография
Хаким Шаимов родился 17 января 1972 года.
Играл в футбол на позиции защитника. В 1990 году входил в заявку душанбинского «Памира» в высшей лиге чемпионата СССР, однако ни разу не вышел на поле и играл только за дубль, в составе которого провёл 3 матча, не забив ни одного гола.
В 1993—1995 годах также выступал за «Памир» в чемпионате Таджикистана. В 1993 и 1994 годах завоевал серебряные медали, в 1995 году — золотую.
11 апреля 1994 года единственный раз в карьере сыграл за сборную Таджикистана, проведя 90 минут в товарищеском матче в Ташкенте против сборной Казахстана (0:1).

## Достижения

### Командные
«Памир»
- Чемпион Таджикистана (1): 1995.
- Серебряный призёр чемпионата Таджикистана (2): 1993, 1994.